# Wallowa County
Wallowa County är ett administrativt område i delstaten Oregon, USA. År 2010 hade countyt 7 008 invånare. Den administrativa huvudorten (county seat) är Enterprise.  

## Geografi
Enligt United States Census Bureau så har countyt en total area på 8 164 km². 8 148 km² av den arean är land och 16 km² är vatten. 

### Angränsande countyn
- Umatilla County, Oregon - väst
- Union County, Oregon - väst
- Baker County, Oregon - syd
- Adams County, Idaho - sydöst
- Idaho County, Idaho - öst
- Nez Perce County, Idaho - nordöst
- Asotin County, Washington - nord
- Garfield County, Washington - nord
- Columbia County, Washington - nord